# Helmut Rühl (Schauspieler)
Helmut Rühl (* 1955 in Tuttlingen) ist ein deutscher Schauspieler.

## Leben
Rühl wuchs auf in Fridingen/Donau. Seine erste Hauptrolle auf der Naturbühne Steintäle war 1974 der Andri im Stück Andorra von Max Frisch. Rühl schloss nach der mittleren Reife seine Ausbildung zum Industriekaufmann ab. Von 1976 bis 1979 absolvierte er sein Schauspielstudium am Mozarteum in Salzburg.
1979 wurde er direkt ans Burgtheater Wien engagiert, wo er als Vlas in Gorkis Sommergästen unter der Regie von Achim Benning debütierte. Unter Dieter Giesing spielte er in Wedekinds Frühlings Erwachen den Moritz Stiefel. Weitere Produktionen folgten. Von 1986 bis 1989 arbeitete Helmut Rühl mit George Tabori, Marty Fried und Walter Lott am Theater Der Kreis in Wien, darunter in O’Neills Der Eismann kommt und Taboris Kannibalen. Ein Engagement am Theater Bremen folgte, hier spielte er unter anderem den Ui in Brechts Der aufhaltsame Aufstieg des Arturo Ui und den Estragon in Becketts Warten auf Godot. Weitere Engagements hatte er unter anderem in Wiesbaden und Dortmund, wo er den Mephisto in Goethes Faust spielte.
Von 2015 bis zu seinem Ruhestand war Helmut Rühl festes Ensemblemitglied der Landesbühne Niedersachsen Nord in Wilhelmshaven.
Helmut Rühl trat daneben in verschiedensten TV-Rollen auf, u. a. in bekannten Krimiserien wie Der Alte, Tatort oder Polizeiruf 110.
Helmut Rühl lebt in Wilhelmshaven.

## Filmografie (Auswahl)
- 1984: Der Alte – Brennweite Tausend
- 1986: Tatort – Strindbergs Früchte
- 1986: Der Alte – Floßfahrt ins Jenseits
- 1992: Die Männer vom K3
- 1998: Balko
- 1998: Tatort – Der zweite Mann
- 1999: Ein starkes Team: Die Natter (Fernsehfilm)
- 2002: Die Rosenheim-Cops – Feuervogel
- 2004: Der Stich des Skorpion
- 2004: 4 gegen Z
- 2004: Tatort – Märchenwald
- 2005–2009: Küstenwache
- 2005: Doppelter Einsatz
- 2006: Das Geheimnis meines Vaters
- 2006: SOKO Wismar
- 2007: Balkan Traffic – Übermorgen Nirgendwo
- 2008: R. I. S. – Die Sprache der Toten
- 2009: Flemming
- 2009: Mord ist mein Geschäft, Liebling
- 2009: Krupp – Eine deutsche Familie
- 2010: SOKO Leipzig
- 2011: Unter Nachbarn
- 2014: Polizeiruf 110 – Eine mörderische Idee

## Theater
- 2007:  Alma, Kurhaus Semmering; Regie: Paulus Manker
- 2008–2009: Iphigenie, Tourneetheater Landgraf; Regie: Amina Gusner

Festengagements
- 1989–1991 Theater Bremen
- 1986–1989 Theater Der Kreis
- 1979–1986 Burgtheater  Wien
- 2015–2021 Landesbühne Niedersachsen Nord

Theaterregie
- 1997: Die Räuber, Freilichtspiele Schwäbisch Hall
- 1998: Faust, Kreuzgangspiele Feuchtwangen